# Jaqueline Goes de Jesus
Jaqueline Goes de Jesus es una científica e investigadora brasileña. Se distinguió por ser una de las coordinadoras del equipo responsable de secuenciar el genoma del virus SARS-CoV-2 solo 48 horas después de la confirmación del primer caso en Brasil. También está vinculada a la secuenciación del virus Zika.

## Trayectoria
Goes de Jesus es natural del noreste de Brasil. Cuando aún era una adolescente decidió realizar la carrera de Biomedicina. Su primera experiencia de investigación estuvo relacionada con el virus del VIH, algo que la marcó mucho debido a su impacto mundial y que la determinó a seguir por este camino científico y de investigación.
Después de su graduación en Biomedicina por la Escuela Bahiana de Medicina y Salud Pública, cursó el máster en Biotecnología en Salud y Medicina Investigativa (PgBSMI) por el Instituto de Investigaciones Gonçalo Moniz - Fundación Oswaldo Cruz (IGM-FIOCRUZ). Más tarde, realizó el doctorado en Patología Humana y Experimental por la Universidad Federal de Bahía en estrecha colaboración con el IGM-FIOCRUZ. Actualmente, es doctora en el Instituto de Medicina Tropical de la Universidad de São Paulo (USP), becaria de la FAPESP y profesora adjunta de Bioquímica de la Escuela Bahiana.
Tras haber estudiado el VIH, en el inicio de su carrera, Goes de Jesus formó parte del proyecto Zibra, recorriendo el nordeste brasileño para secuenciar el genoma del virus de zika. En el postdoctorado, se ha dedicado a la investigación del dengue.
Goes de Jesus forma parte del Centro Conjunto Brasil-Reino Unido para Descubrimiento, Diagnóstico, Genómica y Epidemiología de Arbovirus (Brazil-UK Centre for Arbovirus Discovery, Diagnosis, Genomics and Epidemiology), un proyecto de monitorización de epidemias con vista a dar respuestas en tiempo real.
En 2020, coordinó, al lado de Ester Cerdeira Sabino, la secuenciación del genoma del virus SARS-CoV-2. Los resultados llegaron en solo 48 horas, un tiempo muy por debajo de la media mundial de 15 días, sólo igualado por el Instituto Pasteur en Francia. El equipo de investigación del Instituto Adolfo Lutz, liderado por Goes de Jesus, recibió las muestras del primer paciente brasileño infectado el día 26 de febrero de 2020 y publicó los resultados dos días después, el 28 de ese mes, en la web Virological.org, un forum de discusión de especialistas en virología y epidemiología.
La secuenciación permitió diferenciar el virus que infectó al paciente brasileño del genoma identificado en Wuhan, el epicentro de la epidemia en China. Las muestras revelaron que este caso estaba más próximo a versiones del coronavirus observadas en Alemania a finales de enero.
Las investigadoras descifraron, igualmente, el código genético del segundo caso diagnosticado en Brasil. En este caso, el virus se aproximaba a estirpes analizadas en Inglaterra.

## Reconocimientos
El trabajo de Goes de Jesus recibió reconocimiento, en marzo de 2020, a través de moción de aplausos, en la Asamblea Legislativa de Bahía. En el documento, el diputado Isidório Filho (Avante) evidenció la importancia del secuenciamiento dado que este conocimiento nos aproxima a la vacuna. “El alto rendimiento de Goes de Jesus indica, sin miedo a cometer errores, que lo que le falta a la ciencia brasileña es inversión, porque el talento y la capacidad de hacer más es un requisito que nos falta", comentó el diputado.
Las científicas Ester Sabino y Goes de Jesus fueron homenajeadas, el 6 de marzo de 2020, por el estudio Maurício de Sousa Producciones como dos personajes de la Turma da Mônica. En la imagen divulgada en las redes sociales del grupo, Sabino aparece como Magali y Goes de Jesus como Milena, la primera protagonista negra de la marca. La imagen forma parte del proyecto Dueñas de la Calle, que tiene apoyo de la ONU Mujeres y fue desarrollado por la hija de Maurício de Sousa, Mónica. La idea del proyecto del estudio es usar las versiones animadas para celebrar y homenajear mujeres relevantes en la ciencia, en los artes, en la política y en otros campos de la sociedad.